# Miss Mundo 2001
Miss Mundo 2001, la 51.ª edición del concurso de Miss Mundo, se llevó a cabo en el Super Bowl, en Sun City Entertainment Centre en Sun City (Sudáfrica) el 16 de noviembre.
Representantes provenientes de noventa y tres países y territorios compitieron por el título en esta edición del concurso. Al final del evento, Miss Mundo 2000, Priyanka Chopra de la India, coronó como su sucesora a Agbani Darego de Nigeria. Elegida por un jurado, la ganadora se convirtió en la primera —y hasta ahora única— representante de su país en obtener el título de Miss Mundo.

## Resultados
| Posición                | Candidata |
| ----------------------- | --- |
| Miss Mundo 2001         | - Nigeria - Agbani Darego |
| 1.ª finalista           | - Aruba - Zizi Lee |
| 2.ª finalista           | - Escocia - Juliet-Jane Horne |
| Finalistas (Top 5)      | - China - Bing Li - Nicaragua - Ligia Cristina Argüello Roa                                                                                        |
| Semifinalistas (Top 10) | - España - Macarena García - Rusia - Irina Kovalenko - Sudáfrica - Jo-Ann Strauss - Ucrania - Oleksandra Nikolayenko - Yugoslavia - Tijana Stajšić |

## Candidatas
| - Alemania - Adina Wilhelmi - Angola - Adalgisa Alexandra da Rocha Gonçalves - Antigua y Barbuda - Janelle Williams - Argentina - Virginia di Salvo - Aruba - Zerelda Candice (Zizi) Lee Wai-Yen - Australia - Eva Milic - Austria - Daniela Rockenschaub - Bangladés - Tabassum Ferdous Shaon - Barbados - Stephanie Chase - Bélgica - Dina Tersago - Bolivia - Claudia Ettmüller - Bosnia y Herzegovina - Ana Mirjana Račanović - Botsuana - Masego Sebedi - Brasil - Joyce Yara Aguiar - Bulgaria - Stanislava Karabelova - Canadá - Tara Hall - Chile - Christianne Balmelli Fournier - China - Bing Li - Chipre - Christiana Aristotelou - Colombia - Jeisyl Amparo Vélez Giraldo - Corea del Sur - Seo Hyun-jin - Costa Rica - Piarella Peralta Rodríguez - Croacia - Rajna Raguz - Ecuador - Carla Lorena Revelo Pérez - Escocia - Juliet-Jane Horne - Eslovaquia - Jana Ivanova - Eslovenia - Rebeka Dremelj - España - Macarena García Naranjo - Estados Unidos - Carrie Stroup - Estonia - Liina Helstein - Filipinas - Gilrhea Castañeda Quinzon - Finlandia - Jenni Hietanen - Francia - Emmanuelle Chossat - Gales - Charlotte Faichney - Ghana - Selasi Kwawu - Gibraltar - Luann Richardson - Grecia - Valentini Daskaloudi - Guyana - Olive Gopaul - Hawái - Radasha Leialoha Hoʻohuli - Holanda – Irena Pantelic - Hong Kong - Gigi Chung Pui Chi - Hungría - Zsoka Kapocs - India - Sara Corner - Inglaterra - Sally Kettle - Irlanda - Catrina Supple - Irlanda del Norte - Angela McCarthy - Islandia - Kolbrun Palina Helgadóttir | - Islas Caimán - Shannon McLean - Islas Vírgenes Británicas - Melinda McGlore - Islas Vírgenes de los Estados Unidos - Cherrisse Wood - Israel - Keren Schlimovitz - Italia - Paola d'Antonino - Jamaica - Regina Beaver - Japón - Yuka Hamano - Kenia - Daniella Kimaru - Letonia - Dina Kalandarova - Líbano - Christina Sawaya - Macedonia, ARY - Sandra Spašovska - Madagascar - Tassiana (Cardia) Boba - Malasia - Sasha Tan Hwee Teng - Malaui - Elizabeth Pullu - Malta - Christine Camilleri - México - Tatiana Rodríguez - Namibia - Michelle Heitha - Nicaragua - Ligia Cristina Argüello Roa - Nigeria - Agbani Darego - Noruega - Malin Johansen - Nueva Zelanda - Amie Hewitt - Panamá - Lourdes González Montenegro - Perú - Viviana Rivasplata - Polonia - Joanna Drozdowska - Portugal - Claudia Jesus López Borges - Puerto Rico - Barbara Serrano Negron - República Checa - Andrea Fiserova - República Dominicana - Jeimy Castillo Molina - Rumania - Vanda Petre - Rusia - Irina Kovalenko - Singapur - Angelina Johnson - Sint Maarten - Genesis Romney - Sudáfrica - Jo-Ann Strauss - Suecia - Camilla Maria Bäck - Suiza - Mascha Santschi - Tahití - Teriitamihau Rava Nui - Tanzania - Happiness Mageese - Tailandia - Lada Engchawadechasilp - Trinidad y Tobago - Sacha St. Hill - Turquía - Tuğçe Kazaz - Ucrania - Oleksandra Nikolayenko - Uganda - Victoria Kabuye - Uruguay - María Daniela Abasolo Cugnetti - Venezuela - Andreína del Carmen Prieto Rincón - Yugoslavia - Tijana Stajšić - Zimbabue - Nokhuthula Mpuli |

### Orden Grupal
| GRUPO 1 - Angola - Argentina - Aruba - Australia - Austria - Islas Vírgenes de los Estados Unidos - Bolivia - Brasil - Islas Vírgenes Británicas - Croacia - Alemania - Portugal GRUPO 2 - Barbados - Bosnia y Herzegovina - Botsuana - Bulgaria - República Checa - Hungría - Jamaica - Kenia - Eslovaquia - Eslovenia - Trinidad y Tobago GRUPO 3 - Ucrania - Chile - Costa Rica - República Dominicana - Estonia - Letonia - Rumania - Rusia - Uganda - Colombia - Zimbabue GRUPO 4 - Ghana - Islandia - Gales - Bélgica - Antigua y Barbuda - Chipre - Tanzania - Francia - Macedonia - Italia - Islas Caimán | GRUPO 5 - Singapur - Sudáfrica - Canadá - Venezuela - Inglaterra - México - Nicaragua - Holanda - Estados Unidos - China - Uruguay - Suiza GRUPO 6 - Finlandia - Hong Kong - Irlanda - Madagascar - Malawi - Malta - Nigeria - Filipinas - Polonia - Suecia - Yugoslavia - Sint Maarten GRUPO 7 - Irlanda del Norte - Tailandia - España - Guyana - Grecia - Ecuador - Líbano - Gibraltar - Puerto Rico - Perú - Panamá - Malasia GRUPO 8 - Bangladés - Namibia - Israel - Hawái - Tahití - Turquía - Nueva Zelanda - Noruega - India - Corea del Sur - Japón - Escocia |

## Acerca de las naciones participantes

### Debut
- Malaui

### Regresan a la competencia
- Hawái compitió por última vez en 1959.
- Antigua y Barbuda compitió por última vez en 1991.
- República Popular de China compitió por última vez en 1994.
- Nicaragua compitió por última vez en 1998.
- Guyana, Letonia, Sint Maarten y Tailandia compitió por última vez en 1999.

### Retiros
- Curazao, Dinamarca, Guatemala, Kazajistán, Nepal, Paraguay y Sri Lanka no compitieron en Miss Mundo 2001 por razones desconocidas.
- Bahamas y Suazilandia no compitieron en Miss Mundo. Miss Bahamas se enfermó y se retiró, mientras que Miss Suazilandia tenía problemas financieros y la falta de patrocinio.
- Lituania no participó en Miss Mundo por causa de conflictos de la agenda programática.
- Moldavia tuvo problemas con los requisitos de edad para las participantes.
- Nepal no envió candidata ese año, debido al Asesinato de la Familia Real Nepalesa ocurrida a mediados de ese año.
- Uzbekistán iba a hacer su debut ese año con Miss Uzbekistán 2001, Olesya Loshkareva. Pero debido a los Atentados del 11 de septiembre en Nueva York, ella decido cancelar su participación.

## Acerca de las candidatas
Un número de participantes había competido antes o después compitieron en el concurso de Miss Universo y en otros eventos.
- La ganadora de Miss Mundo Agbani Darego fue semifinalista en Miss Universo 2001. Ligia Cristina Argüello Roa (Nicaragua) fue finalista y Jo -Ann Strauss de Sudáfrica fue semifinalista, también compitieron en Miss Universo 2001. Las otras participantes que compitieron en Miss Universo 2001 fueron Dina Tersago (Bélgica) y Viviana Rivasplata (Perú).
- Michelle Heitha (Namibia), Joanna Drozdowska (Polonia) y Shannon McLean (Islas Caimán) compitieron en Miss Universo 2002.
- Emmanuelle Chossat (Francia) compitió en Miss Universo 2003.
- Zizi Lee de Aruba (1° finalista) y Oleksandra Nikolayenko de Ucrania (semifinalista) compitieron en Miss Universo 2004.
- Se esperaba Christina Sawaya (Líbano) para competir en Miss Universo 2002, pero fue boicoteada por una candidata de Israel, por lo que no pudo competir en Miss Universo. Más tarde ganó el título de Miss Internacional 2002.
- Radasha Hoohuli (Hawái), ganó el título de Miss Hawái 2006 y representó a Hawái en Miss Estados Unidos 2006.
- Rebeka Dremelj (Eslovenia) representó a su país en el Festival de Eurovisión 2008, quedando en semifinales.